# Mark Verhoeven
Mark Verhoeven (Leersum, 14 oktober 1969) is een voormalig Nederlands profvoetballer. Zijn positie in het veld was (rechter)verdediger.
Verhoeven begon bij VV HDS en kwam in de jeugd van FC Wageningen. In 1987 werd Verhoeven opgenomen in de jeugdopleiding van PSV. Van het seizoen 1990/91 tot en met 1993/94 speelde hij 58 wedstrijden voor MVV. In het seizoen 1992/93 werd hij verhuurd aan FC Den Bosch waarvoor hij 19 wedstrijden speelde. Van het seizoen 1994/95 tot en met 2000/01 kwam hij tot 157 wedstrijden voor N.E.C.. Hij sloot zijn loopbaan in het seizoen 2001/02 af bij RBC Roosendaal waar hij tot 14 wedstrijden kwam. Hij scoorde nooit in zijn loopbaan. Wel is hij een van de weinige spelers die tijdens het warmlopen de rode kaart kreeg. Dit gebeurde in de wedstrijd Ajax vs. NEC Nijmegen.
Tegenwoordig is hij werkzaam bij Sport marketingbureau PRO SPORT in Hilversum.